# 段業
段 業（だん ぎょう）は、五胡十六国時代の北涼の初代王。

## 生涯
京兆出身の漢人で、後涼の懿武帝呂光の元で建康郡（現在の甘粛省高台県）太守を務めていた。しかし匈奴の族長である沮渠蒙遜に擁立されて後涼に反乱を起こし、龍飛2年（397年）には涼州牧・建康公を自称して独立し、北涼を建国した。その後は後涼と戦って天璽2年（400年）には河西西部の大部分を支配下に置いたことから、涼王を自称した。
しかし北涼の軍権・政治などは段業を擁立した沮渠蒙遜に握られていた。その存在を恐れた段業は沮渠蒙遜を謀殺しようとしたが、逆に沮渠蒙遜の反撃に遭い、殺害されて王位を奪われた。
その後の北涼は沮渠蒙遜の元でさらなる繁栄を遂げていったため、北涼の事実上の建国者は沮渠蒙遜とされている史料が多く、段業の血統は一代限りで滅亡となった。